# Grenvillové

Erb Grenvillů

Grenvillové byli starý anglický šlechtický rod. Z původně nevýznamné statkářské rodiny v hrabství Buckinghamshire se v 18. století stala významná politická dynastie, z níž pocházeli dva britští premiéři (George Grenville, William Wyndham Grenville). Díky společenskému vzestupu a spříznění se starobylými rody postoupili mezi nejvýznamnější britskou aristokracii, nakonec dosáhli i titulu vévody (1822). Vlastnili několik paláců v Londýně a honosná sídla na venkově, která dnes patří k předním turistickým atrakcím v Británii (Stowe House). Rod vymřel v roce 1889.

## Dějiny rodu
Vzestup rodu

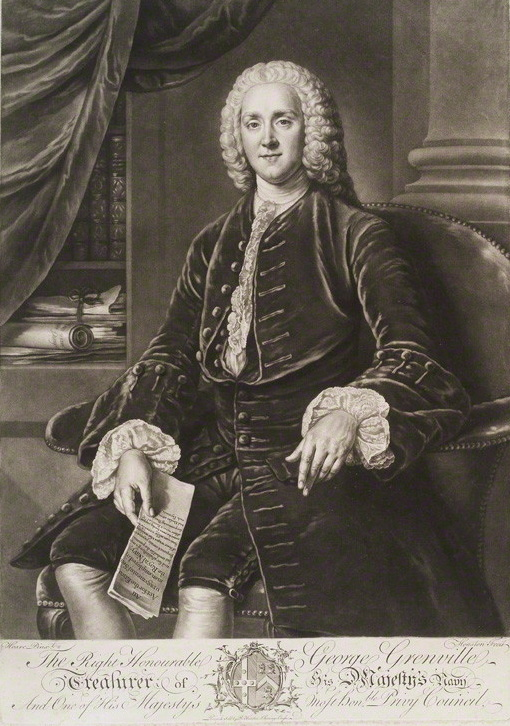
Sir George Grenville (1712–1770), britský premiér v letech 1763-1765

Podle některých zdrojů se historie rodu datuje až do doby Viléma Dobyvatele, s nímž údajně přišli z Francie. Prokazatelná historie začíná ale až v 16. století, kdy se jejich sídlem stal zámek Wotton House v hrabství Buckinghamshire. Poslanec Dolní sněmovny Richard Grenville (1678–1727) měl za manželku Hester Temple (1690–1752), sestru maršála vikomta Cobhama, která byla v roce 1749 povýšena na hraběnku z Temple. Jejich pět synů zastávalo vysoké úřady ve vládě, u dvora, koloniích a diplomacii, druhorozený George Grenville (1712–1770) byl britským premiérem. Významnou osobností veřejného života byla i jejich sestra Hester Grenville, hraběnka z Chathamu (1720–1803), manželka premiéra W. Pitta staršího. Podobně to bylo i v následující generaci, kdy opět několik Grenvillů dosáhlo vysokých funkcích v různých sférách a William Wyndham Grenville (1759–1834) byl taktéž britským předsedou vlády. Jeho starší bratr George (1753–1813), irský místokrál, byl povýšen na markýze z Buckinghamu (1784).

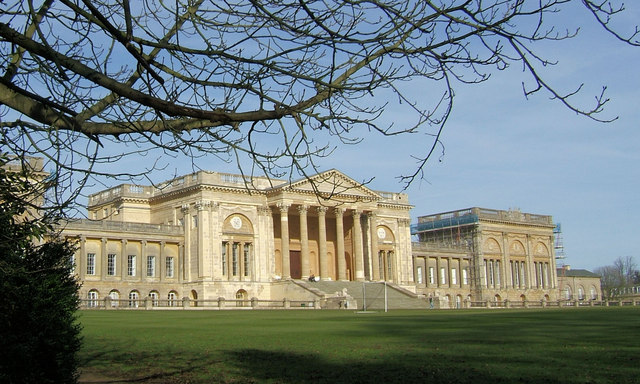
Zámek Stowe House v hrabství Buckinghamshire, hlavní sídlo Grenvillů v letech 1749–1889

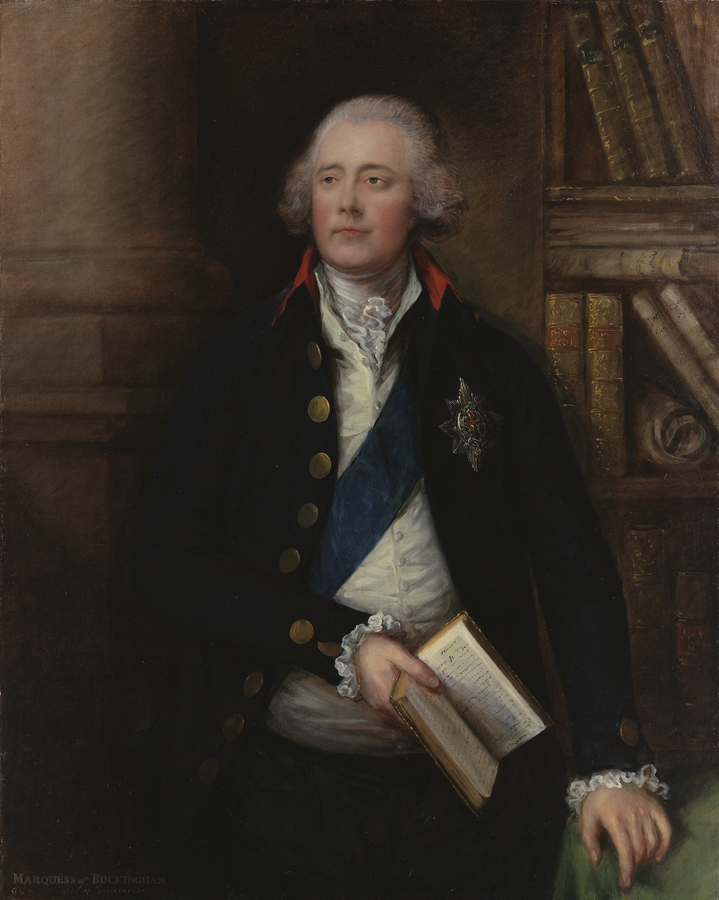
George Grenville, 1. markýz z Buckinghamu (1753-1813), místokrál v Irsku

V letech 1806-1807 ovládli britský kabinet, kdy ve vládě zasedli tři Grenvillové a devět jejich příbuzných. I když bylo personální složení této vlády ovlivněno příbuzenskými vztahy, zároveň šlo o nadané politiky a kabinet je dodnes označován výrazem Vláda všech talentů (Ministry of All the Talents). Naopak po roce 1807 přešli Grenvillové do opozice proti následujícím toryovským vládám a se svými přívrženci vytvořili vlivnou politickou skupinu The Grenville Whigs. Ke smíření se stranou toryů došlo až v roce 1822, kdy tehdejší premiér lord Liverpool zajistil Grenvillům vévodský titul. Titulem vévodů z Buckinghamu a Chandosu byl završen hierarchický vzestup Grenvillů. Souběžně s dědictvím po různých rodech se rozšiřovalo i jméno Grenvillů. Od roku 1752 užívali příjmení Temple-Grenville, od roku 1788 Temple-Nugent-Grenville. Složité rodové příjmení se nakonec v roce 1799 na základě dědictví po rodu Brydges ustálilo v podobě Temple-Nugent-Brydges-Chandos-Grenville.
Finanční úpadek a vymření rodu

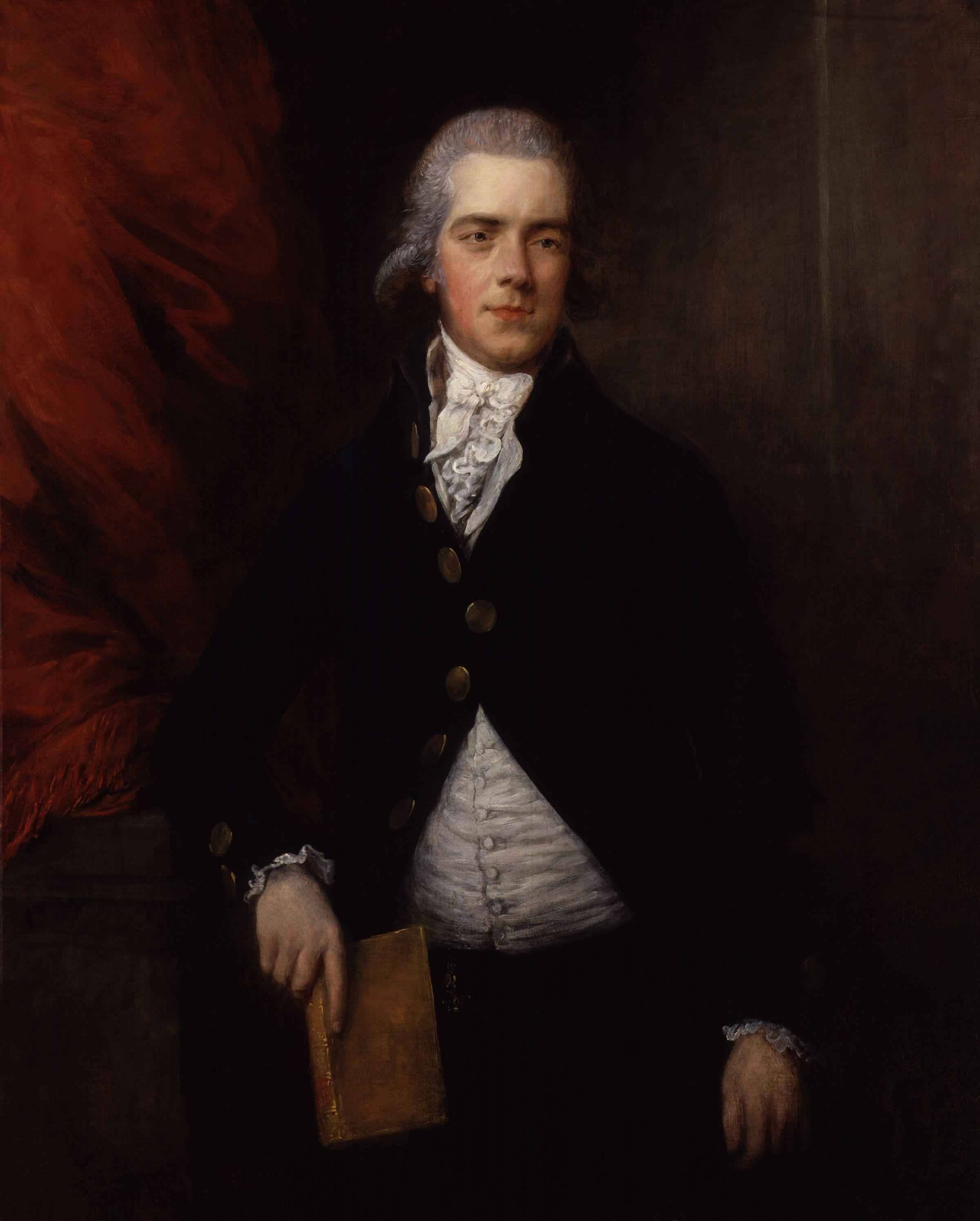
William Wyndham Grenville (1759–1834), britský premiér v letech 1806–1807

Ještě v 19. století patřili Grenvillové k politické elitě Velké Británie, jejich prestiž ale utrpěla v polovině 19. století, kdy vyvrcholilo rodové zadlužení. Nákladný společenský život, údržba četných rodových sídel, nákupy dalších pozemků na dluh i bohatá charitativní činnost skončily tím, že v roce 1847 byly dluhy 2. vévody z Buckinghamu a Chandosu vyčísleny na půldruhého miliónu liber (přepočteno na dnešní hodnotu přibližně 200 miliónů eur). Vévoda z Buckinghamu před věřiteli uprchl do Evropy a v roce 1848 došlo k rozsáhlému prodeji jeho majetku v dražbě. Prodány byly statky o rozloze 15 000 hektarů v pěti hrabstvích, ztraceno bylo i jedno z hlavních rodových sídel Avington Park. Vydražena byla i část hodnotných uměleckých sbírek (některá umělecká díla jsou dnes v muzeích v USA), ze sklepů zámku Stowe House bylo prodáno například i 21 000 lahví vína.
Posledním členem rodu byl 3. vévoda z Buckinghamu a Chandosu, který zemřel 24. března 1889 v rodovém paláci Chandos House v Londýně. Jeho úmrtím zanikly tituly vévody z Buckinghamu a markýze z Chandosu, další tituly přešly na příbuzenstvo. Vikomtem z Cobhamu se stal jeho bratranec Charles Lyttleton (1842–1922), synovec William Stephen Gore-Langton (1847–1902) zdědil titul hraběte Temple, zároveň přijal i příjmení Temple. Ze tří dcer posledního vévody z Buckinghamu jenom nejstarší Mary Elizabeth (1852–1944) převzala část rodové titulatury, stala se 11. baronkou z Kinlossu a zdědila také hlavní rodové sídlo Stowe House.

## Rodová sídla
Stowe House

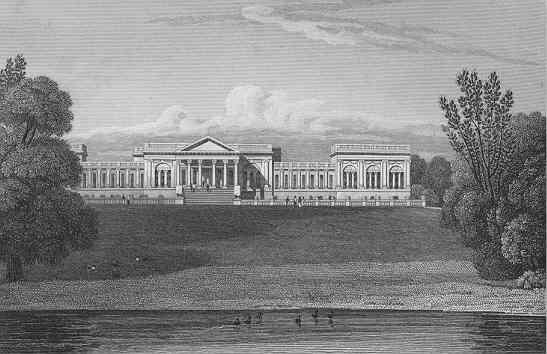
Jižní průčelí zámku Stowe House na rytině z roku 1829

Nejvýznamnější památkou spojenou s rodem Grenville je zámek Stowe House v hrabství Buckinghamshire. Původní zámek nechal postavit v 17. století Sir Richard Temple, novou podobu mu pak dal polní maršál Richard Temple, 1. vikomt Cobham (1679–1749), který angažoval slavného architekta Johna Vanbrugha. Po smrti vikomta Cobhama přešel Stowe House do majetku jeho synovce Richarda Grenvilla, který pokračoval v dalších úpravách. V širokém okolí zámku vznikl během 18. století rozsáhlý park doplněný řadou drobných staveb, altánů, soch a vodních prvků, dodnes je označován za průkopníka tzv. anglického parku a patří k největším svého druhu v celoevropském měřítku. Po smrti 3. vévody z Buckinghamu a Chandosu zdědila zámek jeho dcera Mary Morgan-Grenville (1852–1944). Ta se kvůli nákladné údržbě snažila zámek prodat, ale za požadovanou cenu 200 000 liber nenašla kupce. V majetku její rodiny zůstal opuštěný zámek až do roku 1921, kdy se jej nakonec podařilo prodat za pouhých 50 000 liber. Dodnes je zde umístěna škola, jako památka první kategorie byl ve správě National Trust, nyní jej vlastní organizace Stowe House Preservation Trust, která na rekonstrukce a opravy vynakládá částky v řádech miliónů liber.
Wotton House

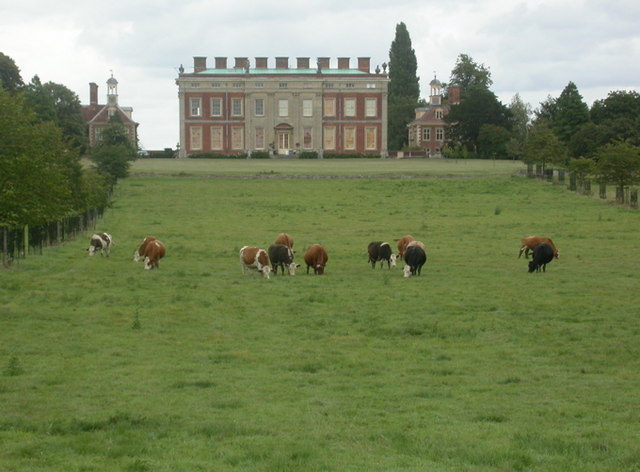
Zámek Wotton House

Prvním významnějším sídlem rodu byl zámek Wotton House v Buckinghamshire, který nechal po roce 1704 postavit Richard Grenville (1646–1719). Grenvillové zde nesídlili dlouho, protože již krátce nato získali dědictvím další honosnější zámky a Wotton House již koncem 18. století značně zchátral. V roce 1820 vyhořel a tehdejší majitel 1. vévoda z Buckinghamu a Chandosu přistoupil k jeho přestavbě, jejímž výsledkem byl dům v menších rozměrech. Po vymření Grenvillů (1889) zámek často střídal majitele, po druhé světové válce zde byla chlapecká internátní škola, jeden čas se uvažovalo i o demolici zámku. Nyní je soukromým majetkem a částečně zrekonstruován, příležitostně bývá otevřen pro veřejnost. Součástí komplexu budov Wotton House jsou mimo jiné bývalé stáje, nyní označované jako South Pavilion. Tento dům koupil v roce 2008 za 4 milióny liber britský premiér Tony Blair.
Další rodová sídla

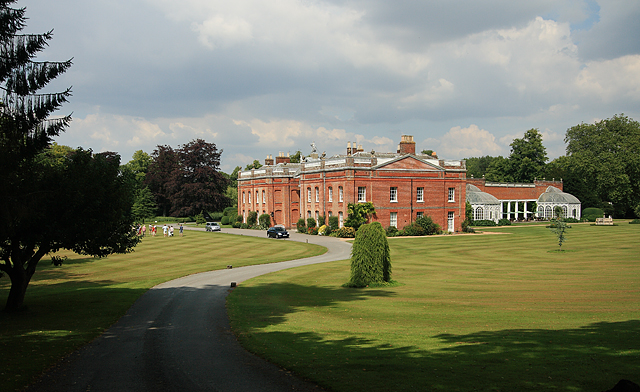
Zámek Avington Park v Hampshire, majetek Grenvillů v letech 1796-1848

V roce 1789 získali Grenvillové majetek vymřelého rodu vévodů z Chandosu zahrnující mimo jiné zámek Avington Park v Hampshire a londýnský palác Chandos House. Zámek Avington Park se stal jedním z hlavních rodových sídel, zatímco palác Chandos House byl často pronajímán, po roce 1815 zde dlouhodobě sídlilo rakouské velvyslanectví. Zámek Avington Park padl za oběť obrovského zadlužení rodu a v roce 1848 byl prodán rodu Shelley.
V hrabství Buckinghamshire se nachází také venkovské sídlo Dropmore Park, které nechal v 90. letech 18. století postavit William Wyndham Grenville, pozdější premiér. Po jeho smrti (1834) zámek ještě mnohokrát změnil majitele, i dnes je soukromým majetkem a pro veřejnost je uzavřen, několikrát jeho exteriéry ale využili filmaři.

## Významné osobnosti
- Richard Grenville, 2. hrabě Temple (1711–1779), první lord admirality

- Sir George Grenville (1712–1770), britský premiér

- James Grenville, 1. baron Glastonbury (1742–1822), politik

- George Grenville, 1. markýz z Buckinghamu (1753–1813), místokrál v Irsku

- Thomas Grenville (1755–1846), diplomat, politik a sběratel knih

- William Wyndham Grenville (1759–1834), britský premiér

- Richard Grenville, 1. vévoda z Buckinghamu a Chandosu (1776–1839), politik

- Richard Grenville, 2. vévoda z Buckinghamu a Chandosu (1797–1861), politik

- Richard Grenville, 3. vévoda z Buckinghamu a Chandosu (1823–1889), ministr kolonií a guvernér v Madrasu